# Volodymyr Kulyk
Vladimir Nikolaevich Kulik (in ucraino Volodymyr Mykolayovych Kulyk?; Černihiv, 1º ottobre 1969) è un ex calciatore e allenatore di calcio ucraino.

## Carriera

### Giocatore
Kulyk iniziò la sua carriera professionistica nel Desna Černihiv dove ha giocato gran parte della sua carriera. Ha giocato anche per il Nerefa Slavutych, Fakel Varva, Naftovyk-Ukrnafta per poi tornare al Desna Černihiv dove ha chiuso la sua carriera da calciatore

### Allenatore
Dal 2003 al 2010, Kulyk è stato allenatore presso l'accademia Junist Černihiv. Nel 2011 è stato invitato a provare il calcio femminile come assistente allenatore di Serhij Sapronov al Legenda, dove è rimasto dal 2011 al 2018. Sia nel 2011 che nel 2015, è riuscito a portare la squadra al secondo posto nella lega femminile ucraina. Nel 2018, a causa di scarsi finanziamenti, il Lehenda Chernihiv è stato fuso con la squadra femminile dello Yednist-ShVSM Plysky e Kulyk si è trasferito all'accademia giovanile Skala Stryi come allenatore della squadra maschile under 15. Nel 2019 è diventato allenatore dello Yednist-ShVSM Plysky.